# Wendisch Waren
Wendisch Waren là một đô thị tại huyện Ludwigslust-Parchim, bang Mecklenburg-Vorpommern, miền bắc nước Đức.